# Edith Villiers
Lady Edith Villiers, contessa di Lytton (Londra, 15 settembre 1841 – Knebworth, 17 settembre 1936), è stata una nobildonna inglese.

## Biografia
Era la figlia di Edward Ernest Villiers, e di sua moglie, Elizabeth Charlotte Liddell. Era la nipote di George Villiers, figlio più giovane di Thomas Villiers, I conte di Clarendon. Il ritratto preraffaellita di lei di George Frederic Watts fu dipinto quando aveva 21 anni.
Edith viveva con la madre vedova a casa dello zio, il conte di Clarendon. Studiò danza, musica e arte.

## Matrimonio
Sposò, il 4 ottobre 1864, Robert Bulwer-Lytton, I conte di Lytton (8 novembre 1831–24 novembre 1891), figlio di Edward George Bulwer-Lytton, I barone Lytton. Ebbero sette figli:
- Edward John Rowland Bulwer-Lytton (1865-1871)
- Lady Elizabeth Edith "Betty" Bulwer-Lytton (12 giugno 1867-28 marzo 1942)[1], sposò Gerald Balfour, II conte di Balfour, ebbero sei figli;
- Lady Constance Georgina Bulwer-Lytton (1869-1923)[1];
- Meredith Henry Edward Bulwer-Lytton (1872-1874);
- Lady Emily Bulwer-Lytton (1874-1964), sposò Edwin Landseer Lutyens, ebbero cinque figli;
- Victor Bulwer-Lytton, II conte di Lytton (1876-1947)[1], sposò Pamela Chichele-Plowden, ebbero quattro figli;
- Neville Bulwer-Lytton, III conte di Lytton (6 febbraio 1879-9 febbraio 1951)[1].

Robert, un aspirante diplomatico, era relativamente povero per un membro del pari, sebbene suo padre fosse un noto scrittore e fosse stato elevato al rango di pari nel 1866. Suo padre lo controllava e fu sua la scelta che diventasse un diplomatico. Avendo precedentemente posto fine ad un matrimonio tra Robert e un'altra ragazza, disapprovò anche il matrimonio con Edith. Per il primo anno si rifiutò di parlarle, ma alla fine accettò la loro unione.
Edith accompagnò il marito durante la sua carriera diplomatica e molti dei loro figli nacquero all'estero. 

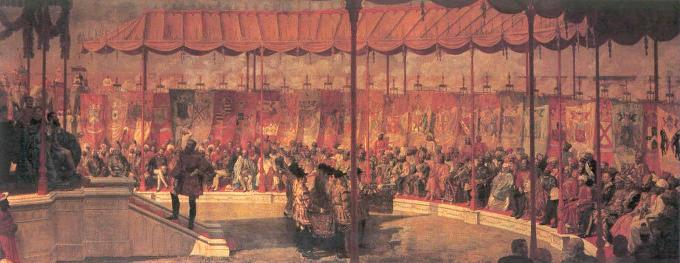
The Delhi Durbar of 1877. The Viceroy of India is seated on the dais to the left.

### Viceregina dell'India
Suo marito fu viceré dell'India tra il 1876 e il 1880.
Il Delhi Durbar del 1877 si tenne a partire dal 1 gennaio per proclamare la regina Vittoria come imperatrice dell'India. Edith e le sue figlie ristrutturarono la corte che consideravano inferiore alle corti d'Europa. Le mode furono ordinate da Parigi. Edith era nota per il suo sostegno all'istruzione delle donne in India. Sua figlia Emily mantenne un interesse per la cultura indiana dopo il ritorno della famiglia in Inghilterra e si convertì alla teosofia. Quando il marito di Edith si dimise nel 1880, fu nominato conte da Benjamin Disraeli.

### Lady of the Bedchamber
Divenne Lady of the Bedchamber della regina Vittoria nel 1895, prendendo il posto lasciato vacante da Susanna, duchessa di Roxburghe. Nel 1897, fu una delle ospiti al ballo in costume del giubileo di diamante della duchessa di Devonshire.
Quando la regina morì, Edith accompagnò il corpo nel viaggio funebre da Londra a Windsor. Ricoprì l'incarico di Lady of the Bedchamber della regina Alessandra fino al suo ritiro nel 1905.

## Morte
Morì il 17 settembre 1936, a 95 anni.

## Ascendenza
|                                      |                                   |                                 | Genitori                                          |  |  | Nonni |  |  | Bisnonni                              |  |  | Trisnonni                            |  |
|                                      |                                   |                                 |                                                   |  |  |       |  |  | Thomas Villiers, I conte di Clarendon |  |  | William Villiers, II conte di Jersey |  |
|                                      |                                   |                                 |                                                   |  |  |       |  |  | Thomas Villiers, I conte di Clarendon |  |  | William Villiers, II conte di Jersey |  |
|                                      |                                   | Judith Herne                    |                                                   |  |  |       |  |  | Thomas Villiers, I conte di Clarendon |  |  |                                      |  |
| George Villiers                      |                                   |                                 |                                                   |  |  |       |  |  | Thomas Villiers, I conte di Clarendon |  |  |                                      |  |
|                                      |                                   | Charlotte Capell                | William Capell, III conte di Essex                |  |  |       |  |  |                                       |  |  |                                      |  |
|                                      |                                   | Charlotte Capell                | William Capell, III conte di Essex                |  |  |       |  |  |                                       |  |  |                                      |  |
|                                      |                                   | Charlotte Capell                | Jane Hyde                                         |  |  |       |  |  |                                       |  |  |                                      |  |
| Edward Ernest Villiers               |                                   | Charlotte Capell                |                                                   |  |  |       |  |  |                                       |  |  |                                      |  |
|                                      |                                   | John Parker, I barone Boringdon | John Parker                                       |  |  |       |  |  |                                       |  |  |                                      |  |
|                                      |                                   | John Parker, I barone Boringdon | John Parker                                       |  |  |       |  |  |                                       |  |  |                                      |  |
|                                      |                                   | John Parker, I barone Boringdon | Catherine Poulett                                 |  |  |       |  |  |                                       |  |  |                                      |  |
| Theresa Parker                       |                                   | John Parker, I barone Boringdon |                                                   |  |  |       |  |  |                                       |  |  |                                      |  |
|                                      |                                   | Theresa Robinson                | Thomas Robinson, I barone Grantham                |  |  |       |  |  |                                       |  |  |                                      |  |
|                                      |                                   | Theresa Robinson                | Thomas Robinson, I barone Grantham                |  |  |       |  |  |                                       |  |  |                                      |  |
|                                      |                                   | Theresa Robinson                | Frances Worsley                                   |  |  |       |  |  |                                       |  |  |                                      |  |
| Edith Villiers                       |                                   | Theresa Robinson                |                                                   |  |  |       |  |  |                                       |  |  |                                      |  |
|                                      | Henry George Liddell, V baronetto | Thomas Liddell                  |                                                   |  |  |       |  |  |                                       |  |  |                                      |  |
|                                      | Henry George Liddell, V baronetto | Thomas Liddell                  |                                                   |  |  |       |  |  |                                       |  |  |                                      |  |
|                                      | Henry George Liddell, V baronetto | Margaret Bowes                  |                                                   |  |  |       |  |  |                                       |  |  |                                      |  |
| Thomas Liddell, I barone Ravensworth | Henry George Liddell, V baronetto |                                 |                                                   |  |  |       |  |  |                                       |  |  |                                      |  |
|                                      |                                   | Elizabeth Steele                | Thomas Steele                                     |  |  |       |  |  |                                       |  |  |                                      |  |
|                                      |                                   | Elizabeth Steele                | Thomas Steele                                     |  |  |       |  |  |                                       |  |  |                                      |  |
|                                      |                                   | Elizabeth Steele                | Elizabeth Madgwick                                |  |  |       |  |  |                                       |  |  |                                      |  |
| Elizabeth Charlotte Liddell          |                                   | Elizabeth Steele                |                                                   |  |  |       |  |  |                                       |  |  |                                      |  |
|                                      |                                   | John Simpson                    | John Simpson                                      |  |  |       |  |  |                                       |  |  |                                      |  |
|                                      |                                   | John Simpson                    | John Simpson                                      |  |  |       |  |  |                                       |  |  |                                      |  |
|                                      |                                   | John Simpson                    | Elizabeth Stringer                                |  |  |       |  |  |                                       |  |  |                                      |  |
| Maria Susannah Simpson               |                                   | John Simpson                    |                                                   |  |  |       |  |  |                                       |  |  |                                      |  |
|                                      |                                   | Anne Lyon                       | Thomas Lyon, VIII conte di Strathmore e Kinghorne |  |  |       |  |  |                                       |  |  |                                      |  |
|                                      |                                   | Anne Lyon                       | Thomas Lyon, VIII conte di Strathmore e Kinghorne |  |  |       |  |  |                                       |  |  |                                      |  |
|                                      |                                   | Anne Lyon                       | Jean Nicholson                                    |  |  |       |  |  |                                       |  |  |                                      |  |
|                                      |                                   | Anne Lyon                       |                                                   |  |  |       |  |  |                                       |  |  |                                      |  |